# Лаврик, Семён Семёнович
Семён Семёнович Лаврик (укр. Семен Семенович Лаврик; 1915, с. Великая Слободка (ныне Хмельницкая область Украина) — 1990, Киев) — украинский советский врач-гематолог, педагог, ректор Киевского медицинского института (1970—1974), доктор медицинских наук (1966), профессор (1966), член-корреспондент АН УССР (1979). Государственный деятель УССР. Заслуженный деятель науки и техники Украинской ССР (1975). Лауреат Государственной премии Украины в области науки и техники (1992, посмертно).

## Биография
В 1940 году окончил Винницкий медицинский институт.Участник Великой Отечественной войны. Врач действующей Красной Армии, затем — начальник госпиталя 3-го Белорусского и 1-го Украинского фронтов.
В 1946—1950 годах — директор Львовского НИИ неотложной хирургии и переливания крови (ныне Институт патологии крови и трансфузийной медицины НАМНУ).
В 1950—1953 годах — заведующий Львовским областным отделом здравоохранения.
В 1953—1954 гг. на педагогической работе — ректор Станиславского медицинского института (ныне Ивано-Франковский национальный медицинский университет).
В 1954—1960 годах — первый заместитель Министра здравоохранения Украинской ССР.
В 1960—1970 годах — директор, в 1984—1990 гг. — заведующий лабораторией консервирования костного мозга Киевского НИИ гематологии и переливания крови (ныне Институт гематологии и трансфузиологии НАМНУ).
В 1970—1984 годах — ректор Киевского медицинского института.
Председатель Украинского республиканского общества врачей-гематологов и трансфузиологов.
Похоронен на Байковом кладбище в Киеве.

## Научная деятельность
Научные исследования в области аутотрансфузии консервированных клеток крови, ауто- и гомотрансплантация костного мозга больным после лучевой и химиотерапии злокачественных новообразований, организация службы крови и донорства крови.
Под руководством С. Лаврика разработаны методы получения лечебных препаратов донорской плазмы: фибриногена, альбумина, гамма-глобулинов спрямов. действия, а также метод подсадки аутоль- и аллогенов консервированного костного мозга. Внёс весомый вклад в изучение механизма воздействия низких температур на клетки крови во время консервирования.
Инициатор создания на Украине банка длительного хранения крови и костного мозга при низких температурах (использован при лечении лиц, пострадавших вследствие аварии на ЧАЭС).

## Избранные публикации
Автор ряда работ о переливании крови при травмах, гемотрансфузионном шоке и т. п.
- Консервирование костного мозга глубоким замораживанием. К., 1966;
- Консервирование костного мозга. К., 1975;
- Трансплантация костного мозга в онкологической практике // КХ. 1976. № 12;
- Морфофункциональная характеристика лейкоцитов периферической крови человека, криоконсервированных в защитных растворах ПВП, ПЭО // ВД. 1980. № 6;
- Кровь, холод и жизнь. К., 1984 (в соавт.);
- Криоконсервирование суспензии клеток фетальной печени для клинического применения // ВД. 1990. № 1 (в соавт.).

## Награды
- Орден Отечественной войны І и ІІ степени,
- Орден Красной Звезды
- медаль «За оборону Москвы»
- медаль «За отвагу»[1]
- 10 медалей СССР
- Заслуженный деятель науки и техники Украинской ССР (1975)
- премия имени А. А. Богомольца АН УССР (1977)
- Государственная премия Украины в области науки и техники (1992, посмертно).